# Cumella
Cumella är ett släkte av kräftdjur som beskrevs av Georg Ossian Sars 1865. Cumella ingår i familjen Nannastacidae.

## Bildgalleri

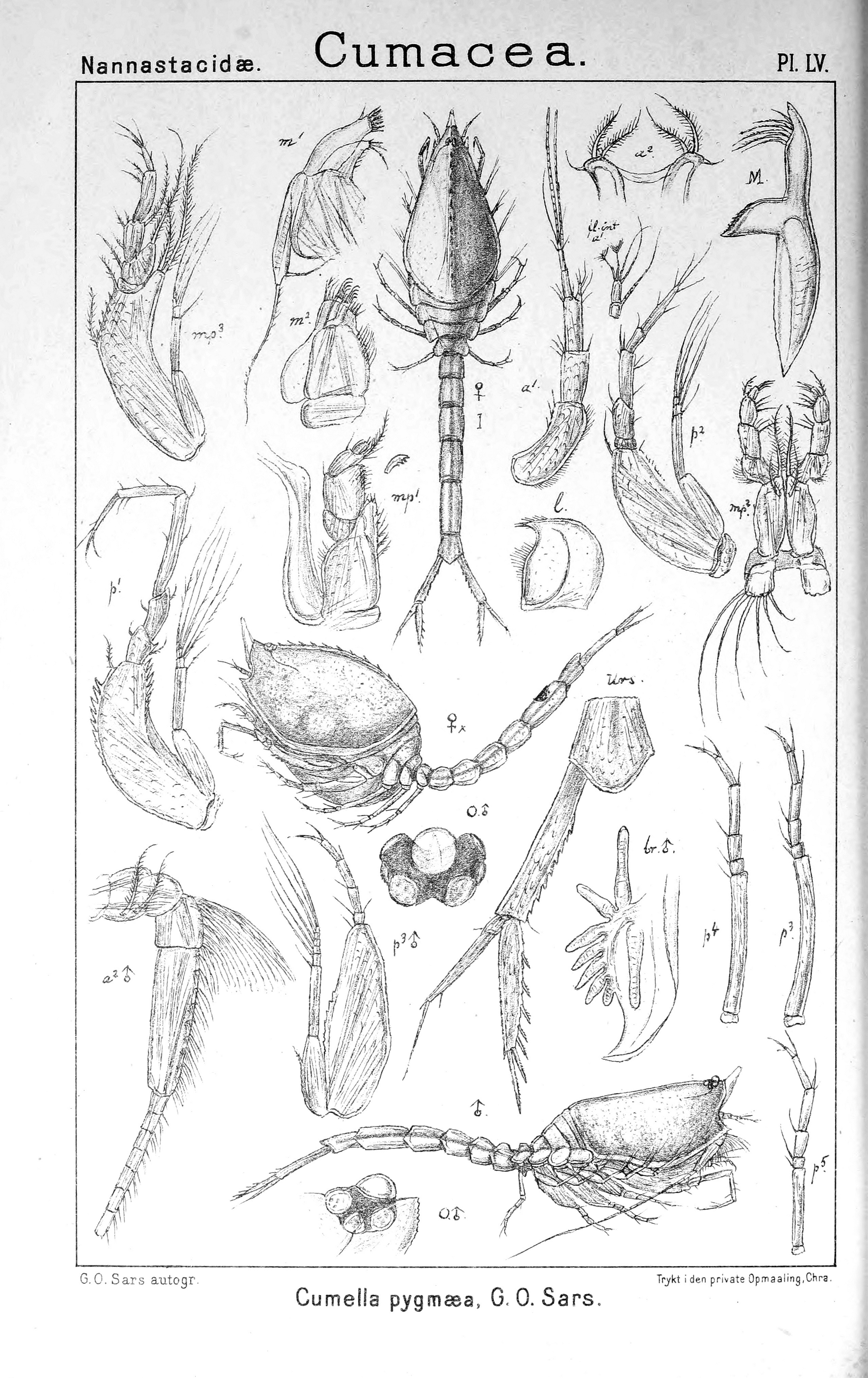

## Dottertaxa tillCumella, i alfabetisk ordning[1][2]
- Cumella abacoensis
- Cumella abyssicola
- Cumella aculeata
- Cumella africana
- Cumella agglutinanta
- Cumella alveata
- Cumella anae
- Cumella andri
- Cumella angelae
- Cumella antipai
- Cumella argentinae
- Cumella arguta
- Cumella australis
- Cumella bacescui
- Cumella bahamensis
- Cumella bermudensis
- Cumella californica
- Cumella cana
- Cumella caribbeana
- Cumella carinata
- Cumella clavicauda
- Cumella compacta
- Cumella coralicola
- Cumella cumella
- Cumella cyclaspoides
- Cumella decipiens
- Cumella dentata
- Cumella divisa
- Cumella echinata
- Cumella enigmatica
- Cumella forficula
- Cumella forficuloides
- Cumella garrityi
- Cumella gibba
- Cumella glaberata
- Cumella gomoiui
- Cumella gurwitchi
- Cumella hartmanni
- Cumella hastata
- Cumella hirsuta
- Cumella hispida
- Cumella iliffei
- Cumella indosinica
- Cumella jamaicensis
- Cumella jonesi
- Cumella laevis
- Cumella leptopus
- Cumella limicola
- Cumella limicoloides
- Cumella longicaudata
- Cumella medeeae
- Cumella meredithi
- Cumella meridionalis
- Cumella michaelseni
- Cumella morion
- Cumella ocellata
- Cumella pectinifera
- Cumella pilosa
- Cumella polita
- Cumella pygmaea
- Cumella quadrispinosa
- Cumella radui
- Cumella rigida
- Cumella sadoensis
- Cumella scabera
- Cumella schieckei
- Cumella serrata
- Cumella siamensis
- Cumella similis
- Cumella spicata
- Cumella spinosa
- Cumella sterreri
- Cumella tarda
- Cumella tripunctata
- Cumella turgidula
- Cumella vicina
- Cumella vulgaris
- Cumella zimmeri